# Приманычская степь
Приманычская степь — комплексный памятник природы регионального значения. Заповедная зона территориально располагается в границах Сальского района Ростовской области. Общая площадь особо охраняемой природной территории составляет 150 гектар. Приманычкая степь обладает природоохранным, просветительским и научным значением. Территория была оглашена памятником природы в связи с появлением Постановления администрации Ростовской области от 19.10.2006 года № 418. Имеет статус действующего памятника природы.

## Описание
Приманычская степь состоит из одного кластерного участка. Она располагается на правом берегу реки Егорлык и территории Пролетарского водохранилища, располагается на север от села Новый Маныч. На западе территория Приманычской степи граничит с береговой линией реки, а на востоке она отделена от береговой линии реки расстоянием в 750 метров. Эта ООПТ представляет собой сухую степь, место, в котором преобладает орнитофауна. Многие виды птиц и животных были занесены в Красную книгу Ростовской области, в том числе серый гусь, кудрявый пеликан, ходулочник. На природоохранной территории запрещена любая сельскохозяйственная деятельность, охота, добыча полезных ископаемых и действия, направленные на нарушение обычного состояния объекта, однако по факту на 2017 год вся территория ООПТ распахана и превращена в сельхозугодья.